# The Bedroom Sessions
The Bedroom Sessions es el primer demo oficial de la banda de deathcore británica Bring Me the Horizon. El demo salió a en el año 2003 como promo para la banda en todo el Reino Unido. El demo contiene 5 canciones, las cuales fueron regrabadas y reescritas para trabajos posteriores, a excepción de la primera canción.

## Lista de canciones
| N.º | Título                                              | Duración |  |
| 1.  | «Shed Light»                                        | 3:53     |  |
| 2.  | «Who Wants Flowers When You're Dead? Nobody» (Demo) | 5:49     |  |
| 3.  | «Medusa» (Demo)                                     | 5:27     |  |
| 4.  | «Off The Heezay» (Demo)                             | 5:08     |  |
| 5.  | «Dragon Slaying» (Liquor & Love Lost Demo)          | 2:35     |  |

## Historia
Luego de formar la banda en 2003 y hacer varias canciones por mera diversión, Bring Me the Horizon hizo este demo para promocionarse con alguna discográfica. Thirty Days of Night Records sería quien les de la oportunidad en Australia con el EP This Is What the Edge of Your Seat Was Made For.
A mediados del 2003, Bring Me the Horizon fue a la Radio 1 e interpretaron una de sus canciones de este demo, «Dragon Slaying».
La única canción que no se ha vuelto a interpretar fue «Shed Light». A partir de la canción 3, todas fueron regrabadas para su primer álbum, Count Your Blessings.

## Video En Vivo
La banda tocó en una fiesta y grabaron un video en vivo de «Dragon Slaying».
```
https://www.youtube.com/watch?v=b_-qfaYv1CQ
```